# 李嗣
李嗣（1426年—？），字克承，廣東廣州府南海縣人，民籍，明朝政治人物。進士出身。

## 生平
廣東鄉試第十六名。景泰五年（1454年）甲戌科會試第一百七十名，殿試登進士第三甲第一百二十六名。

## 家族
曾祖李彥芳。祖父李定遠。父亲李朴。